# 1996 no Brasil
Esta é uma cronologia dos fatos acontecimentos de ano 1996 no Brasil.

## Incumbente
- Presidente do Brasil - Fernando Henrique Cardoso (1 de janeiro de 1995 - 1 de janeiro de 2003)
- Vice-Presidente do Brasil - Marco Maciel (1 de janeiro de 1995 - 1 de janeiro de 2003)

## Eventos
- 20 de janeiro: Duas jovens da cidade mineira de Varginha relatam ter visto um ser extraterrestre e a suposta aparição da criatura causou repercussão nacional como o caso do "E.T. de Varginha".[1]
- 2 de março: Os integrantes da banda Mamonas Assassinas morrem quando o jato onde voavam cai sobre a Serra da Cantareira, em São Paulo.[2]
- 17 de abril: Dezenove membros do Movimento dos Trabalhadores Rurais Sem Terra são mortos pela Polícia Militar durante o confronto no Pará, no chamado Massacre de Eldorado dos Carajás.[3]
- 20 de Abril: Lançamento do Fiat Palio, modelo de automóvel que viria a ser líder em vendas no país.[4]
- 23 de junho: Paulo César Farias e sua namorada são encontrados mortos na sua casa da praia de Guaxuma, em Maceió, no estado de Alagoas.[5]
- 30 de junho: Darli Alves da Silva, um dos assassinos do líder seringueiro Chico Mendes e foragido desde 1993, é recapturado pela Polícia Federal em Medicilândia, Pará.[6]
- 29 de julho: Torben Grael e Marcelo Ferreira vencem na classe Star do iatismo nos Jogos Olímpicos de Verão e ganham as segundas medalhas de ouro olímpicas.[7]
- 31 de julho: O iatista brasileiro Robert Scheidt conquista a medalha de ouro olímpica na classe Laser do iatismo.[8]
- 31 de outubro: Voo TAM 402: Um jato Fokker 100 da companhia aérea TAM, que partia para o Rio de Janeiro, cai sobre casas no bairro do Jabaquara, zona sul de São Paulo, deixando 99 mortos.[9]
- 25 de novembro: Darci Alves Pereira, um dos assassinos do líder seringueiro Chico Mendes, é recapturado pela Polícia Federal em Guaíra, Paraná.[10]

## Nascimentos
- 1 de janeiro: Andreas Pereira, futebolista.
- 11 de janeiro: Baco Exu do Blues, cantor.
- 13 de janeiro: Vitor Novello, ator.
- 19 de janeiro:
  - Pedro Saback, ator.
  - Rodrigo Becão, futebolista.

## Mortes
- 8 de janeiro: Alberto Frederico Etges, bispo católico (n. 1910).
- 11 de janeiro: Ênio Silveira, sociólogo (n. 1925).
- 18 de janeiro: Alberto Ruschel, ator (n. 1918).
- 2 de março: Mamonas Assassinas:
  - Dinho (Alecsander Alves)
  - Bento Hinoto (Alberto Hinoto)
  - Samuel Reoli (Samuel Reis de Oliveira)
  - Sérgio Reoli (Sérgio Reis de Oliveira)
  - Júlio Rasec (Júlio César)
- 19 de abril: Walter D'Ávila, ator de Cinema e Televisão (n.1911)
- 12 de setembro: Ernesto Geisel, 29º Presidente do Brasil (n. 1907)
- 11 de outubro: Renato Russo, líder da banda Legião Urbana (n. 1960)